# Tulio Díaz
Tulio Díaz Babier (?, 1960. június 1. –) világbajnok, olimpiai ezüstérmes kubai tőrvívó.